# Museum Obere Saline
Das Museum Obere Saline (MOS) ist eine museale Einrichtung im  Bad Kissinger Stadtteil Hausen. Das Museum befindet sich im Gebäude der Oberen Saline und besteht aus den Abteilungen „Bismarck-Museum“, „Salz und Salzgewinnung“, „Heilbad Kissingen“, „Weltbad Kissingen“  und „Spielzeugwelt“.

## Geschichte
Das repräsentative Wohngebäude der Oberen Saline stammt aus dem 18. Jahrhundert und wurde ursprünglich von den Würzburger Fürstbischöfen genutzt. Zwischen 1876 und 1893 residierte hier Reichskanzler Otto von Bismarck während seiner regelmäßigen Kuraufenthalte.
Am 12. Dezember 1997 wurde die Stadt Bad Kissingen für einen symbolischen Kaufpreis von einer Deutschen Mark neuer Eigentümer der Oberen Saline. Mit der Baugenehmigung durch Beschluss des Bauausschusses des Stadtrates der Stadt Bad Kissingen und der Baufreigabe durch die Regierung von Unterfranken im Dezember 1997 konnte der Bau starten.
Am 30. Juli 1998, an Bismarcks 100. Todestag, wurde das Bismarck-Museum offiziell eröffnet. Im Jahr 1999 wurde die Eingangshalle zum Foyer umgebaut und ein Museumsshop eingerichtet. Des Weiteren wurde der Gewölbekeller für Sonderaktionen hergerichtet. Außerdem wurde die ehemalige Salinenkirche renoviert. Es wurden die noch zu erkennenden Schablonenmalereien, die für den Aufenthalt von Kaiserin Auguste Viktoria im Jahr 1889 angebracht wurden, rekonstruiert. Heute wird die ehemalige Salinenkirche als Ausstellungsraum für Sonder-, Wander- und Wechselausstellungen genutzt. Des Weiteren wurde die ehemalige Orangerie im Jahr 2003 saniert und dient seitdem als Veranstaltungs- und Ausstellungsraum.
Nach 2000 wurden in der Oberen Saline vier neue Museumsabteilungen eröffnet. Durch diese Erweiterungen bekam das Museum einen neuen Namen und heißt seitdem offiziell „Museum Obere Saline“. Es besteht heute aus dem „Bismarck-Museum“ (1998) sowie den Abteilungen „Salz und Salzgewinnung“ (2007), „Heilbad Kissingen“ (2007), „Spielzeugwelt“ (2011) und „Weltbad Kissingen“ (2016) und verfügt über eine Ausstellungsfläche von 1400 m².

## Museumsabteilungen

### Bismarck-Museum
Das Bismarck-Museum umfasst neben der Bismarck-Wohnung mit ihrer originalen Einrichtung noch mehrere Ausstellungsräume, die sich mit dem Leben und der Politik Otto von Bismarcks während seiner Aufenthalte in Bad Kissingen befassen.

### Salz und Salzgewinnung
2007 wurde das Museum um den Themenbereich Salz und Salzgewinnung ergänzt. Dargestellt wird die mehr als tausendjährige Geschichte der Salzgewinnung in Kissingen von der Karolingerzeit bis 1968.

### Heilbad Kissingen
Im Jahr 2007 wurde die Museumsabteilung Heilbad Kissingen eröffnet. In dieser Abteilung werden die Anfänge Kissingens als Kur- und Heilbad thematisiert. Es werden außerdem die verschiedenen Heilquellen vorgestellt und auf Aspekte der Kurmedizin eingegangen.

### Weltbad Kissingen
2016 wurde das Museum um die Abteilung Weltbad Kissingen erweitert. Darin wird die Entwicklung des Kurortes und seine Glanzzeit zwischen 1830 und 1930 dargestellt. Insbesondere werden die strukturellen Unterschiede zwischen einem regionalen Kurort und einem Weltbad herausgearbeitet.

### Spielzeugwelt
Nach zweijähriger Planung wurde am 8. Dezember 2011 die Museumsabteilung Spielzeugwelt eröffnet. Die Spielzeugwelt befindet sich im Dachgeschoss des Museums Obere Saline und zeigt Kinderbuchillustrationen und handgefertigtes Spielzeug aus der Rhön und aus aller Welt.

## Sonderausstellungen (Auswahl)
- Objektiv? Bismarck im Fotoportrait (9. Juni 2008 – 31. August 2008)[7]
- Liebling der Frauen: Die Tasche im Wandel der Zeit (19. September 2008 – 1. Februar 2009)[8]
- 100 Jahre Blechspielzeug. Sammlung Spielwarenhaus Ahlert (17. Dezember 2010 – 6. Februar 2011)[9]
- „Bretter, die das Geld bedeuten“. Werbespiele und ihre Bedeutung (7. Oktober 2011 – 29. Januar 2012)[10][11]
- Christian Wilhelm Allers (1857-1915). Künstler, Weltbummler, Bismarck-Zeichner (14. März 2013 – 29. September 2013)[12][13][14]
- Kurort und Krieg. Vergessene Gäste (30. Juli 2014 – 2. November 2014)[15][16][17]
- Otto von Bismarck. Zum 200. Geburtstag. Bismarck: Familie – Politik – Mythos (13. Mai 2015 – 26. Oktober 2015)[18][19]
- Der Deutsche Krieg. 10. Juli 1866: Das Gefecht bei Kissingen und die Folgen (15. Juni 2016 – 10. Oktober 2016)[20]
- Barbie-Geschichten (26. Oktober 2016 – 19. Februar 2017)[21][22][23]
- Ab in den Urlaub. Bademode im Wandel der Zeit (5. Mai 2017 – 10. September 2017)[24][25]
- Caricatura. Martin Perscheid (27. September 2017 – 5. November 2017)[26]
- Struwwelpeter. Kultfigur und Kinderschreck (22. November 2017 – 18. März 2018)[27][28][29]
- Der sächsische Maler Robert Sterl. Vom Illustrator zum Impressionisten (28. März 2018 – 1. Juli 2018)[30][31][32]
- Gold. Silber. Weltbad – Juweliere und Goldschmiede in Bad Kissingen (7. November 2018 – 5. Mai 2019)[33][34][35]
- Caricatura. Michael Holtschulte (19. Mai 2019 – 13. Oktober 2019)[36]
- Die Augsburger Puppenkiste (23. Oktober 2019 – 4. Oktober 2020)[37][38]
- Blumenkind und Blendax-Max. Mode, Spiel und Kinderbuch. Die Illustratorin Ilse Wende-Lungershausen (18. November 2020 – 18. April 2021)[39][40][41]
- Weltbad Kissingen & Prinzregent Luitpold – Innovativ. International. Königlich (12. Mai 2021 – 7. Februar 2022)[42][43][44]
- Holzmodel für Gebäck – Geschichte und Geschichten (4. März 2022 – 29. Mai 2022)[45][46][47]
- Könige und Hirten – wo gehen sie hin? Krippen- und Weihnachtsdarstellungen (23. November 2022 – 5. Februar 2023)[48]
- Kaiserlich & inkognito: Sisi in Bad Kissingen (18. Oktober 2023 – 28. April 2024)[49][50][51][52]
- Ganz neu und glänzend möbliert. Luxus, Exotik & Modernität in den Kurhäusern Bad Kissingens. Neues zur Kur- und Badgeschichte (16. Oktober 2024 – 18. Mai 2025)[53][54]

## Themenführungen und Sonderprogramme
- Führungen
  - Basisführung: Bischof – Bismarck – Bunte Sachen
  - Erlebnisführung: Kurgast. Staatsmann. Mythos. Bismarck in Bad Kissingen
  - Bismarck privat! Kostümführung mit der Zofe Marie
  - Erlebnisführung: Salz und Salzgewinnung
  - Am Anfang war das Salz: Themenführung durch die Museumsabteilungen „Salz und Salzgewinnung“ und „Heilbad Kissingen“
  - Weltbad Kissingen. Leben und Erleben: Themenführung durch die Museumsabteilung „Weltbad Kissingen“
  - Reise durch die Spielzeugwelt: Themenführung durch die Museumsabteilung „Spielzeugwelt“

- Angebote für Kinder, Kindergartengruppen und Schulklassen
  - MOSAIK – Museum aktiv für Kinder (Museumspädagogisches Jahresangebot)
  - Bär Otto und die 3 Geheimnisse! Museumspädagogische Führung durch das Museum Obere Saline
  - Spezielle Führungs- und Mitmachprogramme für Schulklassen, Gruppen aus Kindergärten oder Ganztagesbetreuung
  - Regelmäßige Angebote beim Ferienprogramm Bad Kissingen
  - Kinderatelier
  - Kindergeburtstag

## Veranstaltungen
- Adventsmarkt[55][56]
- Museumsnacht[57]
- Museumsfest[58]
- Salinenfest[59][60]
- Jazz in Bismarck’s Basement[61]
- Internationaler Museumstag[62][63]